# Ricordando Hemingway
Ricordando Hemingway (Wrestling Ernest Hemingway) è un film del 1993 diretto da Randa Haines e interpretato da Robert Duvall e Richard Harris.

## Trama
Nella casa in Florida di proprietà della vedova Helen il condizionatore è rotto: si adira per questo l'affittuario, il capitano di mare in pensione Frank, cui il figlio ha mandato in regalo un cappello a doppia visiera per il suo settantacinquesimo compleanno. Frank cerca così refrigerio in una libreria, ma scacciato si rifugia al cinema, dove chiacchiera con l'elegante ed attempata Georgia. Deluso per il mancato arrivo del figlio, Frank incontra al parco Walt, un altro pensionato solitario, col quale va allo snack dove quest'ultimo ordina, invariabilmente, panini al bacon alla graziosa Elaine, di cui è devoto ammiratore e, che accompagna a casa sul bus dopo il lavoro.
È il quattro luglio, e per vedere i fuochi artificiali i due utilizzano il tendem di Frank, deluso perché il figlio ha disdetto la preannunciata visita. Intanto fanno amicizia: Walt si rivela per un esule cubano e Frank indugia nel ricordare il suo primo incontro amoroso e i suoi quattro matrimoni. Poiché il sabato, Georgia, elegantissima, sfugge il trasandato Frank, l'amico Walt lo rade e gli aggiusta i capelli così bene che Frank viene addirittura assunto come maschera al cinema, dove ritenta l'assalto a Georgia, con identico risultato. Elaine intanto sta per sposare un marine e trasferirsi: i due la vanno a salutare.
Frank le regala, contro il parere di Walt, una bottiglia di vodka, che la giovane cortesemente rifiuta: Walt si adira ed i due litigano, separandosi bruscamente. Poi Frank tenta di corteggiare Helen, ed una volta riuscito nel suo intento, le confida la sua impotenza, chiedendole di ospitarlo fraternamente. Riappacificatisi, Frank e Walt decidono di andare ad una festa da ballo, dopo che Walt ha porto l'ultimo saluto ed il suo regalino ad Elaine. Ma quando passa a prenderlo, Walt trova Frank morto. Dopo averlo ricomposto e salutato, egli si reca alla festa, dove balla con un'anziana signora.